# Jean-Baptiste Alexandre Damaze de Chaudordy
Jean-Baptiste Alexandre Damaze de Chaudordy lub Damase de Chaudordy, hrabia (ur. 4 grudnia 1826 w Agen, zm. 26 marca 1899 w Paryżu) – francuski dyplomata i polityk.
Ambasador Francji w Szwajcarii i Hiszpanii oraz przedstawiciel Francji na Konferencji Konstantynopolitańskiej w 1876 i 1877 roku. Kolekcjoner sztuki, swoją hiszpańską kolekcję przekazał rodzinnemu miastu Agen. Należało do niej pięć dzieł Francisca Goi, w tym Autoportret i Balon, oraz dzieła jego naśladowcy Eugenia Lucasa Velázqueza (Garota). Obrazy te są obecnie wystawiane w Muzeum Sztuk Pięknych w Agen.